# ترانس‌الکتریکا
ترانس‌الکتریکا (به رومانیایی: Transelectrica) شرکت برق رومانیایی است، که عمده فعالیت‌های آن در حوزه انتقال انرژی الکتریکی متمرکز می‌باشد.
شرکت ترانس‌الکتریکا یک شرکت عمومی است، که کنترل ۹۰ درصد از سهام آن در اختیار دولت رومانی قرار دارد و از طریق وزارت اقتصاد و بازرگانی رومانی بر آن مدیریت می‌کند.